# Slavkovská dolina

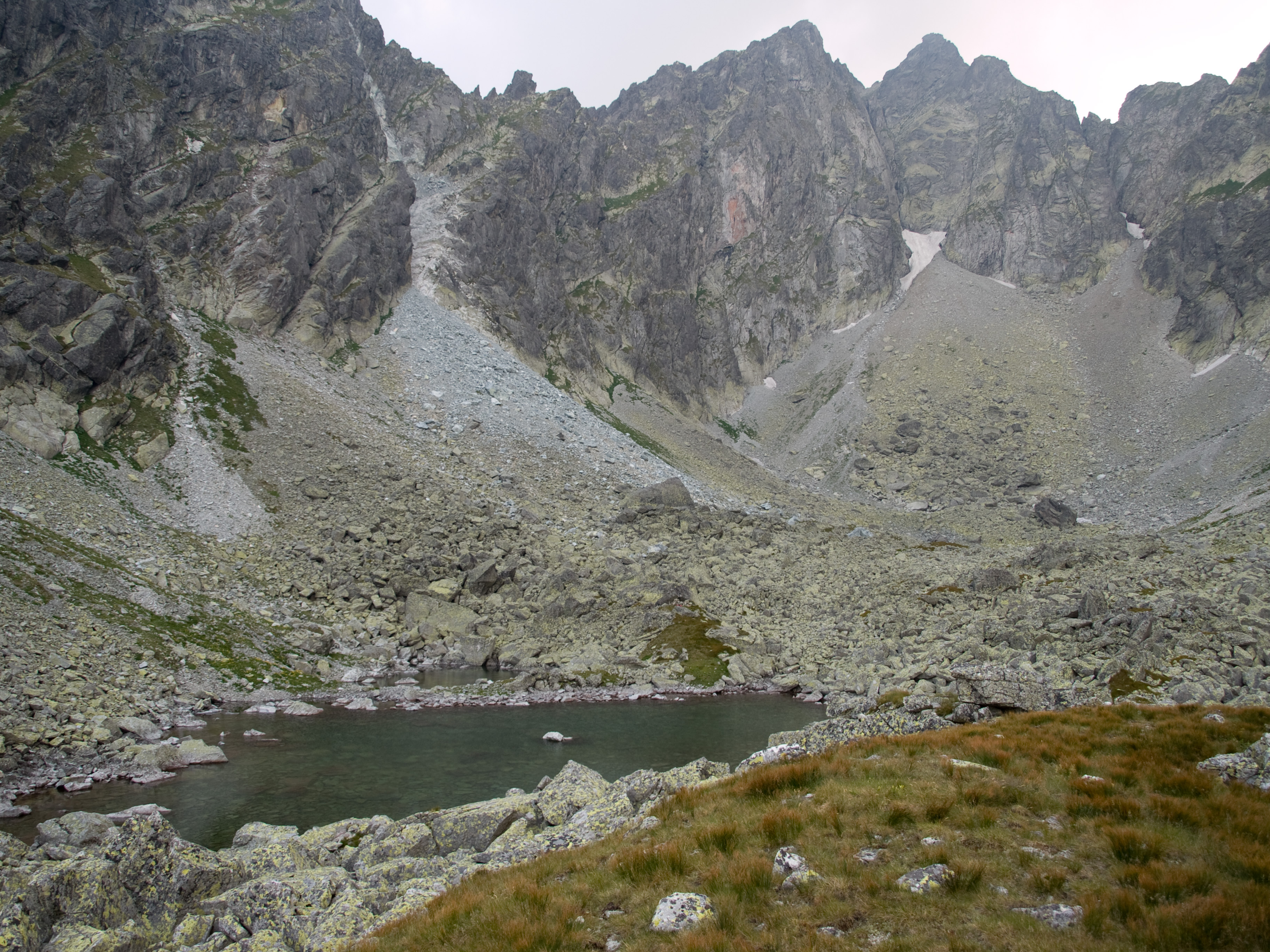
Horní část Slavkovské doliny, která v novodobé historii se jmenuje Kotel Slavkovských ples. Na obrázku je Szontaghovo pleso, za nim je Rohatá veža a Bradavica

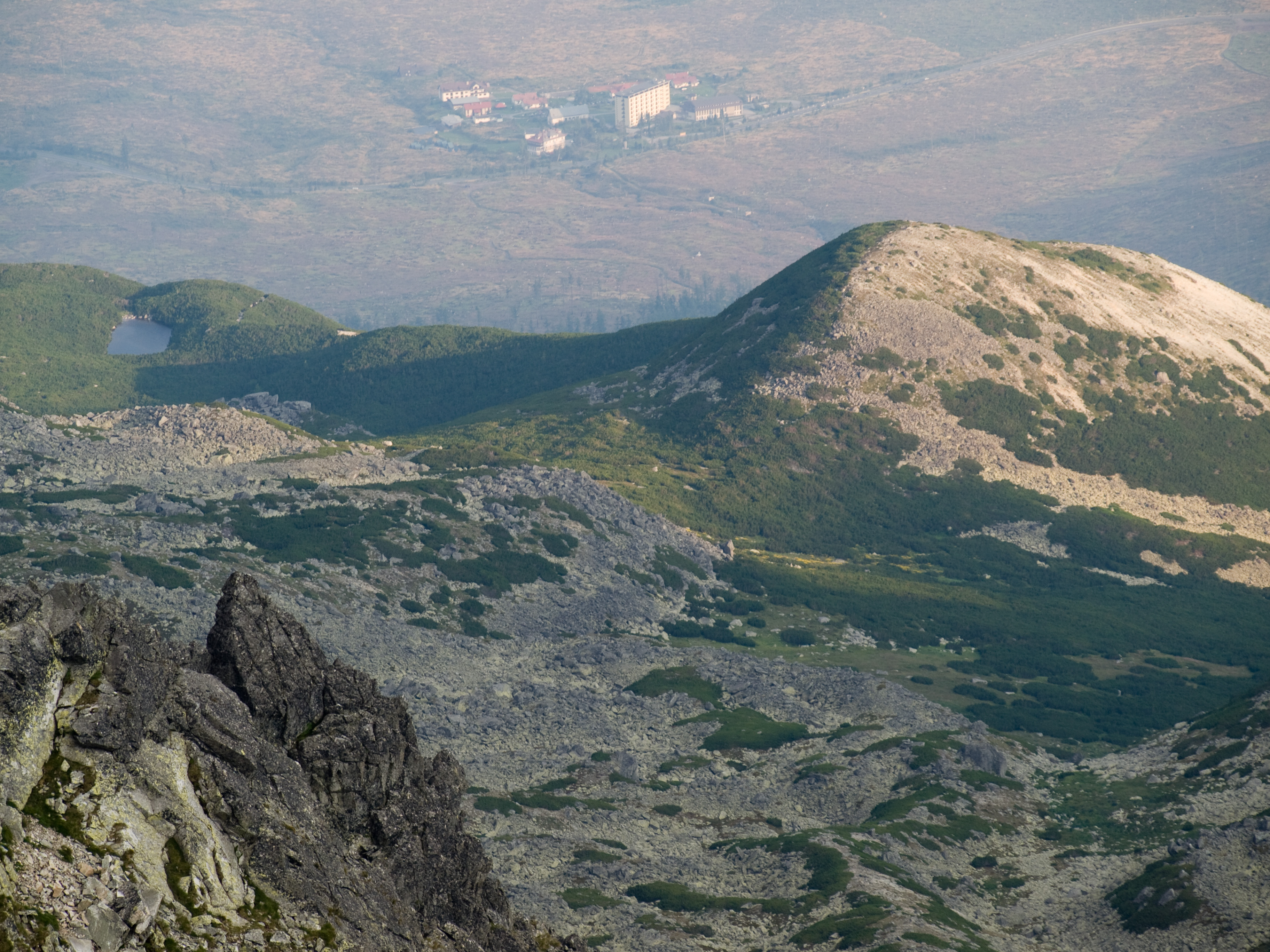
Slavkovská kopa, pozůstatek po morénovém valu, který zanechal ustupující ledovec

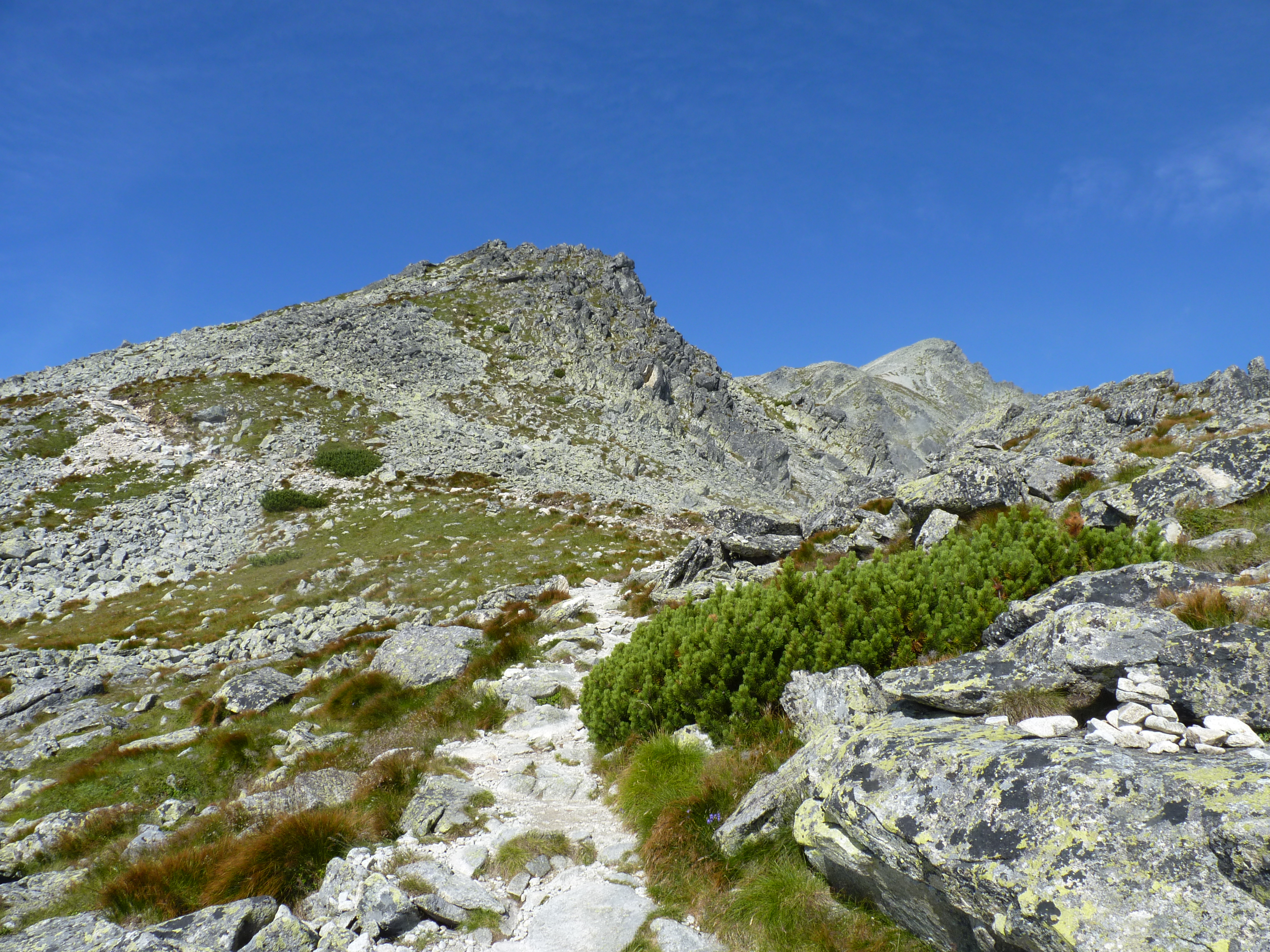
Ústí Slavkovské doliny

Slavkovská dolina ( polsky Slawkowska Dolina německy Kasstenbergtal maďarsky Szekrényesvölgy je terasovitá dolina mezi jihovýchodní a východním ramenem Bradavice, ze západu je ohraničena hřebeny Granátových veží, ze severu rozsochou Slavkovského štítu, táhnoucí směrem na východ.

## Charakteristika doliny
Slavkovská dolinu ze všech stran obklopuje hradba štítů. Zleva Velická kopa (2227 m n. m.), v závěru Bradavica (2476 m n. m.), zprava hřeben Skrinice (asi 2350 m n. m.) a Slavkovský štít (2453 m n. m.). Ústí hlídá morénový násyp Sennej kopy (1848 m n. m.) s přilehlými svahy, porostlými skoro neproniknutelným pásem kosodřeviny. Tato uzavřená část doliny je dlouhá asi tři kilometry. Začíná se v obrovském kotli pod JV stěnou Bradavice, ve výšce 2200 m n. m. a pozvolna klesá do výšky 1900 m n. m. Má jediné pleso spojené s vedle ležícím malým okem, Szontaghovo pleso, pojmenované podle průkopníka balneologie a zakladatele Nového Smokovce Mikuláše Szontága. Od plesa se prostředkem doliny táhne travnatý hřbet, bohatý na vysokohorskou flóru. Pod Sennou kopou se dolina rozvětvuje a strmě padá dolů. Vpravo je mělký žlab vysychavého Slavkovského potoka, vlevo Senná kotlina se Slavkovským plesem. Sennou kotlinu ohraničuje od JV výrazná morénová hráz.
Slavkovská dolina má výrazný charakter morénové oblasti. Je zde několik dokonale zachovaných ústupových morén. Například Senná kopa, která se zvedá nad ústím doliny, je obrovská boční moréna poměrně malého, asi 3 km dlouhého a 400–800 m širokého slavkovského ledovce.

## Název
Název doliny je odvozen ze jména podtatranské obce Velký Slavkov do jehož historického katastru patřila. V údolí odedávna pásli stáda podtatranští pastýři. 

## Turistika
Do doliny nevede žádný značený chodník, proto je turisticky nepřístupná.

## Národní přírodní rezervace
Slavkovská dolina je Národní přírodní rezervací. Vyhlášená byla v roce 1991. Výměra chráněného území 9 790 000 m2. Stupeň ochrany 5. Předmětem ochrany je ochrana vzácného území ve střední části Vysokých Tater. Labilní vysokohorské geosystémy s glaciálními formami reliéfu na granodioritu a mylonitech, vzácné a ohrožené přirozené společenstva a rostlinné i živočišné druhy horského až subniválního stupně.

## Zajímavosti
Slavkovská dolina je jednou z nejmenších ve Vysokých Tatrách. Kolem ní vede Tatranská magistrála z Hrebienka na Sliezský dům. Z magistrály není dolina vidět.
Kdysi tu bývalo rušněji. Od počátku 14. století patřilo toto území obci Veľký Slavkov, která v údolí využívala pastviny. Z těch dob pocházela i nejstarší cesta do doliny, která vedla z Velkého Slavkova přes lesy a Solovisko k Slavkovským plesům. Končila pravděpodobně v Sennej priehybe. Touto cestou hnali pastýři dobytek na kamenné salaše na Solovisku a v Sennej kotlině. Dobytek velmi poškozoval porost zejména na jižním začátku doliny. I dnes jsou zdaleka vidět bílé pásy odkrytých skal na Sennej kope. Vybělily je tak bouře a nakonec dílo dokončil požár v roce 1928.
Turisté kdysi na Slavkovský štít chodili přes tuto dolinu. Vystupovali JZ žlabem. Proto zde Uherský karpatský spolek postavil v roce 1878 kamennou útulnu. O čtyři roky ji zničila lavina. Opravili ji, ale brzy se na ni zapomnělo a zchátrala. Na její starých základech začala Správa Starého Smokovce a skupina smokovských sportovců stavět novou chatku, na mýtině u plesa, na místě, které chránily velké balvany. Ale ani ty nezachránily chatu před novou ničivou lavinou na jaře v roce 1945.
Prvními horolezci v údolí byli pastýři, kteří zde ve volných chvílích pytlačili kamzíky. Pravděpodobně vystoupili i na některé okolní štíty bez vysokohorských průvodců. I na prvním známém výstupu na Slavkovský štít, který učinil se svými přáteli Juraj Bucholtz v roce 1644, horolezce doprovázel pytlák. V zimě byl prvním návštěvníkům doliny Dr. Mikuláš Szontág kolem roku 1875. 

## Plesa
- Slavkovské pliesko
- Szontaghovo pleso
- Malé Szontaghovo pliesko

## Okolní vrcholy
- Velická kopa (2206 m n. m.)
- Veľká Granátová veža (2298 m n. m.)
- Bradavica (2476 m n. m.)
- Východná Slavkovská veža (2356 m n. m.)
- Slavkovská kopa (2346 m n. m.)
- Slavkovský štít (2452 m n. m.)